# متی‌کران
متی‌کران (انگلیسی: Meticrane) یک داروی ادرارآور است.